# Katherine Mansfield
Kathleen Mansfield Murry (născută Beauchamp la 14 octombrie 1888 la Wellington, Noua Zeelandă – d. 9 ianuarie 1923 la Fontainebleau, Franța) a fost nuvelistă și poetă neozeelandeză de limbă engleză, care a scris sub pseudonimul  Katherine Mansfield.
Influențată de Anton Cehov, a scris o proză scurtă de atmosferă, explorând într-o tonalitate lirico-afectivă, impregnată de delicatețe adesea melancolică, universul infantil și cel feminin.
În 1918 s-a căsătorit cu scriitorul John Middleton Murry.

## Opera

### Nuvele
- Preludiul (Prelude), (1918)
- Fericire (Bliss), (1920)
- Garden-Party (The Garden Party), (1922)
- Cuibul porumbiței (The Doll’s House)

## Poezii
- Poeme (Poems), (1923)

## Memorialistică
- Jurnalul Katherinei Mansfield (The Journal of Katherine Mansfield)
- Scrisori către John Middleton Murry ("Letters to John Middleton Murry") (1951).

A editat revista College Magazin.